# Casinaria scabriformis
Casinaria scabriformis är en stekelart som beskrevs av Henry Lorenz Viereck 1912. Casinaria scabriformis ingår i släktet Casinaria och familjen brokparasitsteklar. Inga underarter finns listade.